# Rona Cup 2012
Rona Cup 2012 byl hokejový turnaj konající se v Trenčíně v roce 2012. Pohár začínal 16. srpna a končil 18. srpna. Turnaj se uskutečnil jako memoriál Pavla Demitry. Titul získala poprvé ve své historii HK 36 Skalica.

## Tabulka
| Pozice | Tým               | Z | V | R | P | GS | GI | B |
| ------ | ----------------- | - | - | - | - | -- | -- | - |
| 1.     | HK 36 Skalica     | 3 | 2 | 1 | 0 | 12 | 7  | 7 |
| 2.     | PSG Zlín          | 3 | 1 | 1 | 1 | 13 | 13 | 4 |
| 3.     | HC Košice         | 3 | 1 | 1 | 1 | 10 | 11 | 4 |
| 4.     | HC Oceláři Třinec | 3 | 0 | 3 | 0 | 5  | 5  | 3 |
| 5.     | HC Verva Litvínov | 3 | 1 | 0 | 2 | 11 | 13 | 3 |
| 6.     | HC Dukla Trenčín  | 3 | 0 | 1 | 1 | 9  | 11 | 1 |

Při rovnosti bodů rozhoduje rozdíl skóre

## Ocenění
|                  | Hráč         | Tým              |
| ---------------- | ------------ | ---------------- |
| Nejlepší brankář | Adam Trenčan | HK 36 Skalica    |
| Nejlepší obránce | Marek Biro   | HC Dukla Trenčín |
| Nejlepší útočník | Petr Čajánek | PSG Zlín         |

### Výsledky
| 16. 8. 2012 | PSG Zlín | 4 : 6                                        | HK 36 Skalica | Zimní Stadion Dubnica nad Váhom |
| 13:00       | PSG Zlín | (2:0, 1:4, 1:2) - doplňkové sam. nájezdy 2:2 | HK 36 Skalica |                                 |

| Souhrn zápasu | Souhrn zápasu                                 | Souhrn zápasu | Souhrn zápasu                                           | Souhrn zápasu                  |
| ------------- | --------------------------------------------- | ------------- | ------------------------------------------------------- | ------------------------------ |
|               | 8' Fořt 18' Ondráček 34' Melenovský 52' Horák |               | 22' Jarík 25' Jurík 26' Rumpel 48' Bartánus 60' Kutálek | Rozhodčí: Matula - Kuník,Nosek |

| 16. 8. 2012 | HC Košice | 2 : 2                                        | HC Oceláři Třinec | Zimní Stadion Dubnica nad Váhom |
| 16:00       | HC Košice | (0:1, 1:1, 1:0) - doplňkové sam. nájezdy 2:2 | HC Oceláři Třinec |                                 |

| Souhrn zápasu | Souhrn zápasu        | Souhrn zápasu | Souhrn zápasu       | Souhrn zápasu                          |
| ------------- | -------------------- | ------------- | ------------------- | -------------------------------------- |
|               | 31' Brejčák 41' Šedo |               | 1' Růžička 39' Bonk | Rozhodčí: Novák - P. Tvrdoň, M. Tvrdoň |

| 16. 8. 2012 | HC Dukla Trenčín | 3 : 5                                        | HC Verva Litvínov | Zimní Stadion Dubnica nad Váhom |
| 19:00       | HC Dukla Trenčín | (1:0, 0:3, 2:2) - doplňkové sam. nájezdy 0:4 | HC Verva Litvínov |                                 |

| Souhrn zápasu | Souhrn zápasu                         | Souhrn zápasu | Souhrn zápasu                                     | Souhrn zápasu                   |
| ------------- | ------------------------------------- | ------------- | ------------------------------------------------- | ------------------------------- |
|               | 16' Pardavý 41' Gašparovič 51' Rusnák |               | 21' Hubl 32' Kubát 38' Hanzl 54' Posmyk 59' Černý | Rozhodčí: Lokšík - Nosek, Kuník |

| 17. 8. 2012 | HC Košice | 3 : 5                                        | PSG Zlín | Zimní Stadion Dubnica nad Váhom |
| 13:00       | HC Košice | (1:3, 0:1, 2:1) - doplňkové sam. nájezdy 1:2 | PSG Zlín |                                 |

| Souhrn zápasu | Souhrn zápasu                    | Souhrn zápasu | Souhrn zápasu                                            | Souhrn zápasu                           |
| ------------- | -------------------------------- | ------------- | -------------------------------------------------------- | --------------------------------------- |
|               | 8' Macejko 57' Ro. Huna 58' Deyl |               | 1' Balaštík 3' Okál 15' Ondráček 28' Melenovský 48' Fořt | Rozhodčí: Lokšík - P. Tvrdoň, M. Tvrdoň |

| 17. 8. 2012 | HK 36 Skalica | 5 : 2                                        | HC Verva Litvínov | Zimní Stadion Dubnica nad Váhom |
| 16:00       | HK 36 Skalica | (2:0, 1:1, 2:1) - doplňkové sam. nájezdy 2:0 | HC Verva Litvínov |                                 |

| Souhrn zápasu | Souhrn zápasu                                                 | Souhrn zápasu | Souhrn zápasu       | Souhrn zápasu                   |
| ------------- | ------------------------------------------------------------- | ------------- | ------------------- | ------------------------------- |
|               | 5' Školiak 7' Višnovský 21' Trška 56' Vyrubalík 60' Višňovský |               | 40' Majdan 41' Hubl | Rozhodčí: Krist - Kuník, Nosek. |

| 17. 8. 2012 | HC Dukla Trenčín | 2 : 2                                        | HC Oceláři Třinec | Zimní Stadion Dubnica nad Váhom |
| 19:00       | HC Dukla Trenčín | (1:0, 1:2, 0:0) - doplňkové sam. nájezdy 0:3 | HC Oceláři Třinec |                                 |

| Souhrn zápasu | Souhrn zápasu        | Souhrn zápasu | Souhrn zápasu       | Souhrn zápasu                           |
| ------------- | -------------------- | ------------- | ------------------- | --------------------------------------- |
|               | 18' Tybor 25' Lelkeš |               | 28' Bonk 36' Orsaka | Rozhodčí: Matula - M. Tvrdoň, P. Tvrdoň |

| 18. 8. 2012 | HC Oceláři Třinec | 1 : 1                                        | HK 36 Skalica | Zimní Stadion Dubnica nad Váhom |
| 13:00       | HC Oceláři Třinec | (1:1, 0:0, 0:0) - doplňkové sam. nájezdy 2:1 | HK 36 Skalica |                                 |

| Souhrn zápasu | Souhrn zápasu | Souhrn zápasu | Souhrn zápasu | Souhrn zápasu                            |
| ------------- | ------------- | ------------- | ------------- | ---------------------------------------- |
|               | 10' Klimenta  |               | 18' Kudrna    | Rozhodčí: Matula - M. Tvrdoň, J. Šťastný |

| 18. 8. 2012 | HC Košice | 5 : 4                                        | HC Verva Litvínov | Zimní Stadion Dubnica nad Váhom |
| 16:00       | HC Košice | (1:1, 1:2, 3:1) - doplňkové sam. nájezdy 1:3 | HC Verva Litvínov |                                 |

| Souhrn zápasu | Souhrn zápasu                                                   | Souhrn zápasu | Souhrn zápasu                             | Souhrn zápasu                   |
| ------------- | --------------------------------------------------------------- | ------------- | ----------------------------------------- | ------------------------------- |
|               | 11' Ro. Huna 30' Ro. Huna 49' Ri. Huna 53' Ro. Huna 55' Ri Huna |               | 16' Kubinčák 28' Černý 39' Baláž 54' Hubl | Rozhodčí: Lokšík - Nosek. Kuník |

| 18. 8. 2012 | HC Dukla Trenčín | 4 : 4                                        | PSG Zlín | Zimní Stadion Dubnica nad Váhom |
| 19:00       | HC Dukla Trenčín | (2:1, 0:0, 2:3) - doplňkové sam. nájezdy 1:1 | PSG Zlín |                                 |

| Souhrn zápasu | Souhrn zápasu                              | Souhrn zápasu | Souhrn zápasu                               | Souhrn zápasu                        |
| ------------- | ------------------------------------------ | ------------- | ------------------------------------------- | ------------------------------------ |
|               | 2' Tybor 5' Sojčík 43' Němčík 44' Šišovský |               | 5' Kubiš 42' Köhler 45' Kotvan 55' Balaštík | Rozhodčí: Novák - P. Tvrdoň, Šťastný |